# Ntone Edjabe
Ntone Edjabe (Douala, 1970) is een Kameroens dj, schrijver, journalist en uitgever. Hij richtte het Pan-Afrikaanse tijdschrift Chimurenga op en was (mede)oprichter van verschillende andere culturele initiatieven in Zuid-Afrika.

## Levensloop
Edjabe werd geboren in Douala in Kameroen. Omdat hij de Franse invloed in het land te benauwend vond, volgde hij zijn studie in Lagos in Nigeria. De universiteit was echter geregeld gesloten als gevolg van politieke onrust waardoor zijn opleiding voor een groot deel gevormd werd in de Kalakuta Republic, het semi-autonome hoofdkwartier van de rebelse afrobeatmuzikant Fela Kuti. Kuti was voor Edjabe een ware held.
Toen Kalakuta Republic in 1993 volgens Edjabe steeds meer was ontwikkeld tot een toeristenattractie, besloot hij zijn studie af te breken en naar Zuid-Afrika te gaan. Dit land trok hem aan vanwege de succesvolle strijd tegen de apartheid waardoor het een nieuwe weg was ingeslagen met de eerste zwarte president Nelson Mandela aan het roer. Verder was Zuid-Afrika voor hem het land van muzikanten voor wie hij ontzag had als Brenda Fassie en Hugh Masekela. Al kort na aankomst in het hotel in Johannesburg werden zijn koffers met geld en papieren gestolen. Voor Edjabe begon daardoor een tijd waarin hij zijn geld bij elkaar harkte op een verschillende manieren, waarop hij later niet in alle gevallen trots is.
Op uitnodiging van een kennis vertrok hij hetzelfde jaar nog naar Kaapstad. Hier was hij in 1997 medeoprichter en vervolgens manager van de Pan African Market in het centrum van de stad. In dit commerciële en culturele centrum staan kraampjes opgesteld van groepen en individuele artiesten met muziek, schilderijen, bedrukte stoffen, souvenirs, sieraden en allerlei andere culturele handel en snuisterijen.
In 2002 begon hij met Chimurenga, een eigenzinnig Engelstalig cultureel tijdschrift dat vernoemd is naar het woord vrijheidsstrijd in het Shona, en de rebellenmuziek Chimurenga. Edjabe wilde hiermee duidelijk maken dat het niet Zuid-Afrikaans was, maar om iets gaat dat de confrontatie zoekt: "Amandla, maar dan op een andere manier." Zijn eigen imago kenschetst hijzelf als pseudoradicaal.
Verder bracht hij in 2002 ook nog een serie publicaties uit onder de naam African Cities Reader, samen met Zuid-Afrikaans hoogleraar sociologie en politicologie Edgar Pieterse. In 2004 maakte hij de Time of the Writer mogelijk en nam zelf in 2007 deel aan de tiende editie ervan in het centrum voor creatieve kunsten van de Universiteit van KwaZoeloe-Natal.
Edjabe is verder medeoprichter en lid van het dj-collectief Fong Kong Bantu Soundsystem en directeur, samen met Neo Muyanga,  van het radiostation Pan African Space Station (PASS). Hij werkte mee aan radioprogramma's, bijvoorbeeld als medepresentator van Soul Makossa op Bush Radio. Hij werkte verder aan publicaties voor Politique Africaine, L'Autre Afrique, BBC Focus on Africa en verschillende Zuid-Afrikaanse kranten en tijdschriften.

## Erkenning
Van 14 tot 30 april 2009 was hij de Abramowitz Artist-in-Residence bij het Massachusetts Institute of Technology. In 2011 won Edjabe de Grote Prins Claus Prijs met zijn platform en tijdschrift Chimurenga.